# 헤일로 (드라마)
《헤일로》(영어: Halo)는 파라마운트+에서 2022년 3월부터 2024년 3월까지 방영된 미국의 밀리터리 SF 텔레비전 시리즈로, 동명 게임 시리즈를 실사화한 작품이다. 그러나 시즌 1에서 원작과 상당한 차이를 보여주었다. 시즌 2는 평론가들로부터 시즌 1에 비해 어느 정도 개선이 이뤄진 것으로 평가 받았다.
2024년 7월 드라마가 취소돼 시즌 3이 제작되지 않는다는 보도가 나왔다.

## 출연
- 파블로 슈라이버 - 마스터 치프(존-117) 역
- 샤바나 아즈미 - 마거릿 파란고스키 장군 역
- 너태샤 컬잭 - 리즈-028 역
- 올리브 그레이 - 미란다 키스 중령 역
- 예린 하 - 관 하 역
- 벤틀리 칼루 - 배낵-134 역
- 케이트 케네디 - 카이-125 역
- 찰리 머피 - 매키 역
- 대니 사파니 - 제이컵 키스 대위 역
- 젠 테일러 - 코타나 역 (목소리)
- 보킴 우드바인 - 소런-066 역
- 너태샤 매컬혼 - 캐서린 엘리자베스 홀지 박사 역
- 피오나 오쇼너시 - 라에라 역
- 타일런 베일리 - 케슬러 역
- 조지프 모건 - 제임스 애커슨 역
- 크리스티나 로들로 - 탈리아 페레스 역
- 번 고먼 - 빈셔 그래스 역
- 라이언 맥팔런드 - 에이든 샐리 박사 역
- 세라 리지웨이 - 존의 어머니 역
- 덩컨 포 - 존의 아버지 역
- 줄리언 블리치 - 자비의 사제 역 (목소리)
- 제이미 비미시 - 카이돈의 모션 캡처 모델
- 키어 둘레이 - 테런스 후드 원수 역
- 공정환 - 진 하 역
- 이자람 - 마드리갈 장로 역